# Travis Scott
Jacques Bermon Webster II, (1991. április 30. –) művésznevén Travis Scott (korábban Travi$ Scott), amerikai rapper, énekes, dalszerző és producer. Zenei stílusa keveri a rappet, a hiphopot és a lo-fi-t. Művészneve nagybátyjának (Travis) és Kid Cudinak (kinek valódi neve Scott Mescudi), első inspirációjának keresztnevéből született.
2012-ben Scott aláírta első szerződését az Epic Recordsszal. Ugyanazon év novemberében leszerződött Kanye West GOOD Music kiadójához. Az első mixtape-je, az Owl Pharaoh 2013-ban jelent meg. Ezt a Days Before Rodeo mixtape követte, majd az első stúdióalbuma, a Rodeo, 2015-ben. A második stúdióalbuma, a Birds in the Trap Sing McKnight (2016) első helyet ért el a Billboard 200-on. 2017-ben kiadta a Huncho Jack, Jack Huncho albumot, Quavoval közreműködésben, Huncho Jack név alatt.
2018-ban jelentette meg az Astroworldöt, amelyen szerepelt a Sicko Mode című kislemeze, ami a Billboard Hot 100-on első helyet ért el. 2020 áprilisában Kid Cudival együtt kiadta a The Scotts kislemezt a The Scotts név alatt, amely első helyig jutott a Billboard Hot 100-on. 2020 szeptemberében, a Franchise kiadása után Scott lett az első előadó, akinek három kislemeze debütált a Hot 100 slágerlista első helyén egy éven belül. Nyolc Grammy-díjra jelölték és nyert egy Billboard Music-díjat.

## Korai évek
Jacques Bermon Webster II 1991. április 30-án született Houstonban. Hat éves koráig nagyszüleivel élt South Parkban. A szomszédság a gyakori bűntényeiről volt ismert és nagy befolyással volt a fiatal Websterre. „Miközben felnőttem, sok random szart láttam. [...] Mindig úgy voltam vele 'Ki kell jutnom ebből a szarból.' Adott egy előnyt... azzá tett, aki most vagyok.” Ezek után a középosztályi Missouri Citybe költözött, hogy a szüleivel éljen. Anyja az Applenél dolgozott, apja pedig vállalkozó volt. Apja soul-zenész volt, nagyapja pedig jazz-zeneszerző. Webster a Texasi Egyetemen végezte tanulmányait, de második évében elhagyta az iskolát, hogy zenész legyen.

## Karrier

### 2008-2012: Karrier kezdete
2008-ban adta ki első középlemezét a The Graduates duó tagjaként, Chris Holloway-jel a MySpace közösségi média oldalon. Egy évvel később Scott és OG Chess megalapította a The Classmates együttest. Két projektet adtak ki, a Buddy Richet (2009) és a Cruis'n USA-t (2010). A duó 2012-ig maradt együtt, majd pénzügyi vitákat követően felbomlottak.
Miután otthagyta egyetemét, Houstonból Washington Heightsba (New York) költözött, ahol Mike Waxx-szal kezdett el dolgozni. Miután New Yorkba költözött, idejének nagy részét a Just Blaze stúdiójába töltötte és Waxx lakásának padlóján aludt. Miután sikertelen volt a keleti parton, Los Angelesbe költözött.
Los Angelesben Webstert hátrahagyta barátja, aki megígérte, hogy talál neki lakhelyet. Szülei nem támogatták pénzügyileg, ezek után nem volt más választása, mint visszaköltözni Houstonba, ahol szülei kirakták házukból. Webster ismét visszaköltözött Los Angelesbe, ahol egy, a Dél-Kaliforniai Egyetemen tanuló barátjánál lakott. T.I., aki a Grand Hustle Records tulajdonosa, meghallotta Scott Lights (Love Sick) dalát, kapcsolatba lépett vele és leszerződtette.

### 2012–2014: azOwl Pharaohés aDays Before Rodeo

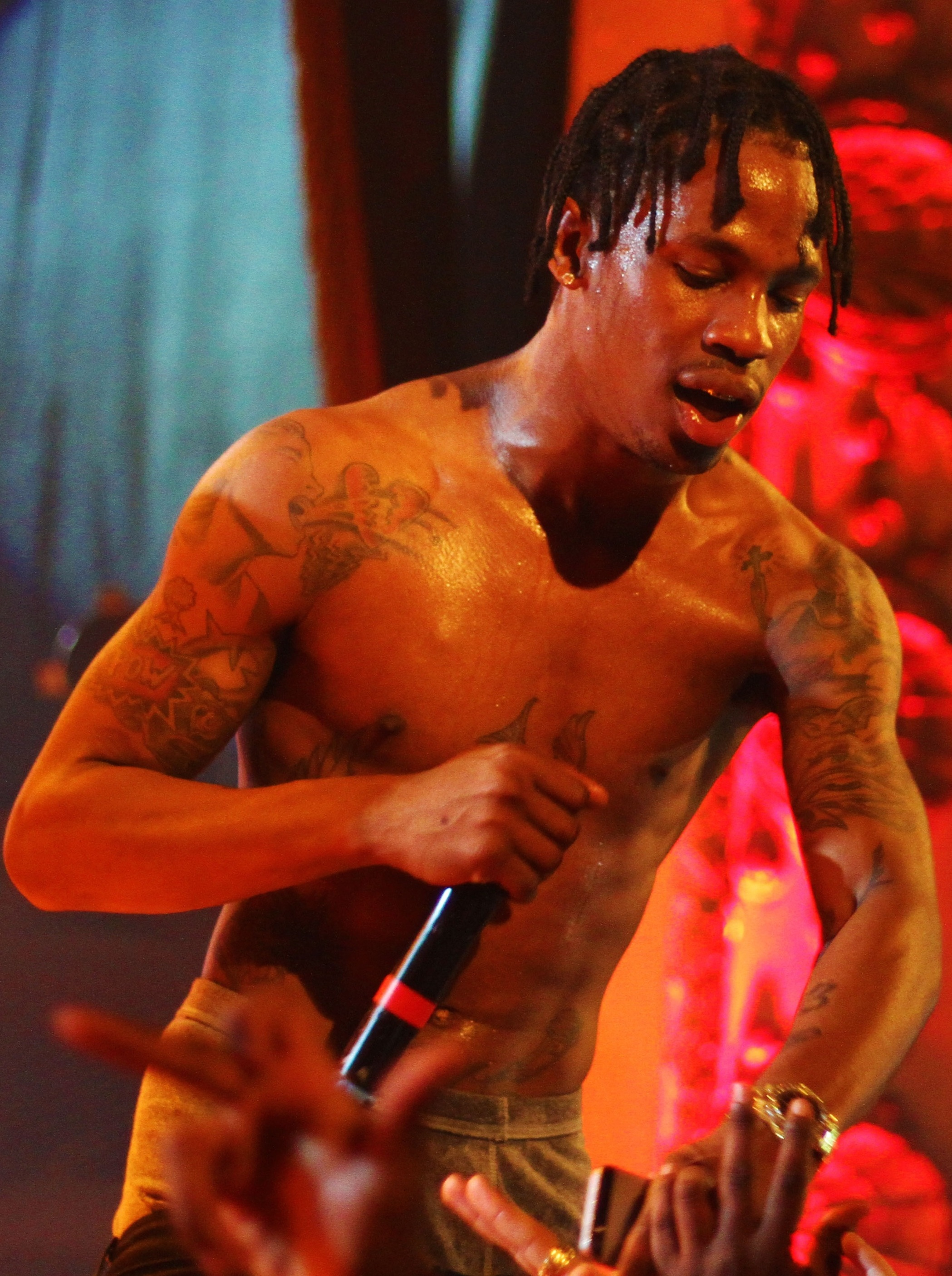
Travis Scott 2014-ben

Scott első nagy projektje az Owl Pharaoh mixtape volt, amely eredetileg egy ingyenes letöltésként jelent volna meg 2012-ben, de halasztások után eltörölték. Később Kanye West és Mike Dean segítségével újradolgozták a projektet. Scott kiadta a Blocka La Flame-et, amely Pusha T Blocka kislemezének remixe volt. 2013. március 22-én kiadott a Quintana dalához egy videóklipet. A dal azon verzióján, amely szerepelt a mixtape-en, közreműködött Wale. A producere Scott, Dean és Sak Pase volt. Ugyanebben az évben szerepelt az XXL Freshman Class of 2013 listáján. 2013. április 2-án Scott bejelentette, hogy az Owl Pharaoh lesz a debütáló mixtape-e és május 21-én fog megjelenni.
2014. március 13-án Scott előadta az akkor 1975 címre hallgató számot Big Seannal, amely az első dala volt a következő projektjéről. Később Twitteren jelentette be, hogy a dal címe nem 1975, de szerepelni fog a Days Before Rodeo-n. Nem sokkal később bejelentette debütáló stúdióalbumát, a Rodeot. 2014. július 11-én kiadta az album első kislemezét, a Don't Playt.
A Days Before Rodeo sikereinek következtében bejelentette a The Rodeo Tourt, amely 2015. március 1-én kezdődött és olyan nagyvárosokon haladt keresztül, mint Denver, Houston, Chicago, Detroit, New York, Atlanta, Philadelphia, San Diego, Los Angeles, San Francisco, és Seattle. A turnén vendégszerepelt Kanye West, Chris Brown, Wale és Birdman is.

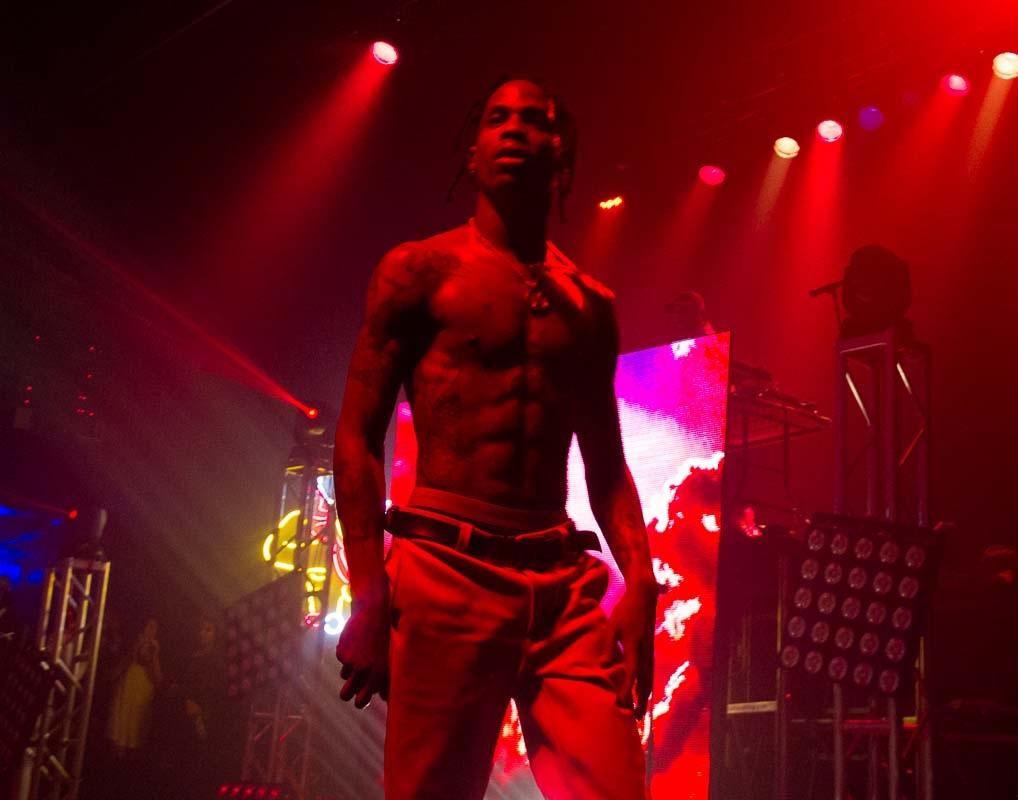
Scott 2015-ben

### 2015–2016: aRodeoés aBirds in the Trap Sing McKnight
A Rodeo 2015. szeptember 4-én jelent meg. Az albumon vendégszerepel Quavo, Juicy J, Kanye West, The Weeknd, Swae Lee, Chief Keef, Justin Bieber, Young Thug és Toro y Moi. Produceri munkát végzett rajta Mike Dean, West, WondaGurl, Suber, DJ Dahi, Metro Boomin, 1500 or Nothin', Sonny Digital, Southside, Terrace Martin, Zaytoven, Pharrell Williams és Scott. Két kislemez jelent meg a Rodeóról, a 3500 és az Antidote. Az utóbbi a 16. helyig jutott a Billboard Hot 100-on, míg az album harmadik helyen debütált a US Billboard 200-on és elsőn a Billboard Rap Albums slágerlistán.
2016. január 4-én jelentette be Scott, hogy úton van a következő stúdióalbuma. 2016. március 29-én a 300 Entertainment igazgatója, Lyor Cohen elmondta, hogy Scott Young Thuggal együtt fog kiadni egy kislemezt. 2016. május 17-én jelentette be, hogy a második albumának Birds in the Trap Sing McKnight, míg a harmadiknak Astroworld lesz a címe. 2016. június 3-án jelent meg a közreműködés Young Thuggal, Pick Up the Phone címen. Kétszeres platinalemez minősítést kapott az Amerikai Hanglemezgyártók Szövetségétől (RIAA).
2016. augusztus 31-én Scott Instagramon bejelentette, hogy befejezte a munkálatokat a második stúdióalbumán. 2016. szeptember 11-én a Birds in the Trap Sing McKnight első helyet ért el a US Billboard 200-on. Másnap a Universal Music bejelentette, hogy szerződést kötött az előadóval. A Birds in the Trap Sing McKnighton dolgozott együtt először példaképével, Kid Cudival, míg ugyanebben az évben szerepelt a clevelandi rapper Passion, Pain & Demon Slayin' albumán.

### 2017–2018: aCactus Jack Records, aHuncho Jack, Jack Huncho, és azAstroworld

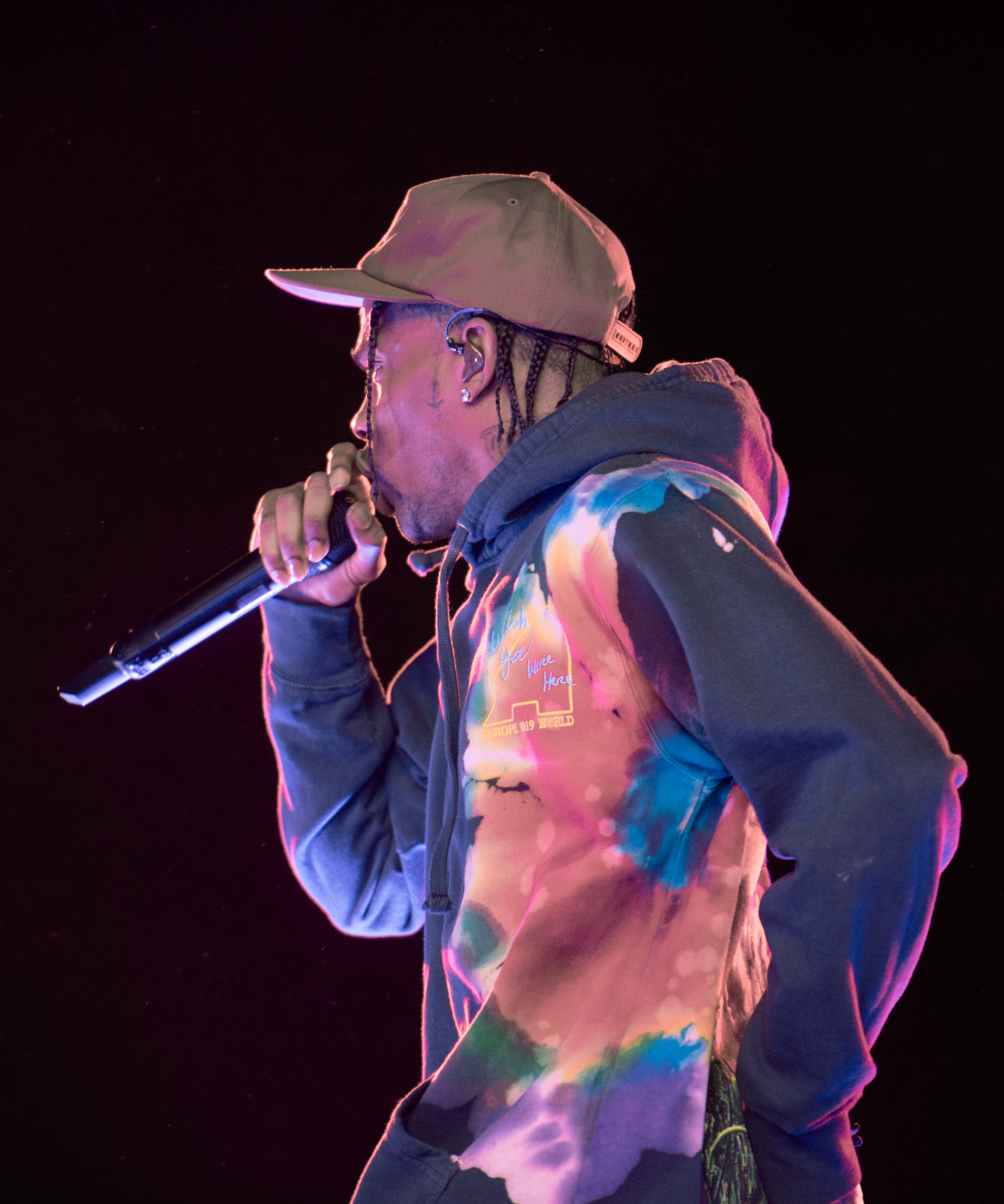
Scott 2019-ben az Openair Frauenfeld fesztiválon

Scott fellépett az NBA All-Star hétvégén 2017. február 16-án, New Orleansben. Júniusban közreműködött Drake Portland kislemezén, amely kilencedik helyig jutott a US Billboard Hot 100-on. 2017 márciusában jelentette be, hogy elindítja saját kiadóját, a Cactus Jack Recordsot. Egy interjúban a következőt mondta a döntésről: „Nem azért csinálom, hogy pénzügyi irányításom legyen a zeném felett. Elsősorban más előadókat akarok segíteni, lehetőségeket nyújtani. Meg akarom nekik adni, amit én kaptam, de jobban. A jobb alatt azt értem, hogy semmi süketelés. Nem hazudunk az előadónak az albumkiadásokról, vagy a videóklipek és albumok költségvetéséről.”
Egy GQ-val készített interjúban jelentette be Scott, hogy egy albumot készít Quavoval. „A Quavo album nemsokára jön. Tudjátok, hogy csinálom: szeretem a meglepetéseket.” Ezek mellett Scott bejelentette harmadok stúdióalbumát, az Astroworldöt, amely címét az azonos nevű houstoni vidámparkról kapta.
2017. szeptember 18-án Quavo egy interjúban elmondta, hogy már nincs messze a közös album Travis Scottal, illetve, hogy már több, mint 20 dallal készültek el. 2017 decemberében, egy Zane Lowe-vel készített interjúban a georgiai rapper bejelentette, hogy az album címe Huncho Jack, Jack Huncho lesz.
2017. december 6-án Scott közreműködött Trippie Redd Dark Knight Dummo kislemezén, a Life's a Trip stúdióalbumról. 2017. december 21-én jelent meg a Huncho Jack, Jack Huncho. Az album harmadik helyen debütált a Billboard 200-on és hét dala is szerepelt a Billboard Hot 100-on. A megjelenés után Webstert gyakran lehetett a stúdióban látni, amely az Astroworld közeljövőben való megjelenésére utalt.
2018. május 4-én Scott kiadta a Watch kislemezt Lil Uzi Vert és Kanye West közreműködésével. Az Astroworld 2018. augusztus 3-án jelent meg és első helyen debütált a Billboard 200-on. A Sicko Mode, az album második kislemeze első helyig jutott a Billboard Hot 100-on. 2018. november 2-án Scott Metro Boomin debütáló albumának öt dalán is szerepelt. Scott fellépett a Super Bowl LIII félidei műsorában a Maroon 5-val, amely koncert negatív reakciókat kapott.

### 2019–2020: aLook Mom I Can Fly, aJackBoys, és aThe Scotts
2019. április 18-án Scott kiadott egy kislemezt SZA-val és The Weeknddel a Trónok Harca sorozathoz. A Power is Power szerepel a For the Throne albumon. 2019. augusztus 28-án megjelent Scott Look Mom I Can Fly dokumentumfilmje. Október 4-én kiadta a Highest in the Room kislemezt, amely első helyig jutott a Hot 100-on.
2019. december 2-án Scott bejelentette a Cactus Jack kiadó egy válogatásalbumát JackBoys címmel, amelyen szerepelt Don Toliver és Sheck Wes. Az album december 27-én jelent meg, a Highest in the Room egyik remixével, amelyen közreműködött Rosalía és Lil Baby is. 2019. december 30-án kiadott egy videóklipet a Gattihoz, amely dalon Pop Smoke-kal közreműködött.
Öt virtuális koncertet adott a Fortnite Battle Royale játékban 2020. április 23. és 25. között, amelynek vizuális elemei az Astroworld turnén alapultak. Több, mint 27 millió megtekintője volt a koncerteknek. Ezen fellépések egyikén debütált új kislemeze a The Scotts név alatt, The Scotts címen Kid Cudival. A dal első helyen debütált a Billboard Hot 100-on, amellyel Scott harmadik és Cudi első első helyezett dala lett. Májusban közreműködött Rosalíával a TKN című dalon, amelyen karrierjében először spanyolul rappel. A dal nagy sikert ért el a TikTok platformon és első helyet érte el a slágerlistákon Spanyolországban és Kolumbiában.

### 2020-napjainkig:Utopia
Scott a GQ magazin címlapján szerepelt 2020 szeptemberében és bejelentette, hogy meg fog jelenni egy közös albuma Kid Cudival, ami a The Scotts kislemezüket fogja követni. 2020. augusztus 22-én kiadta a The Plan kislemezt, amely hallható volt Christopher Nolan Tenet filmjében. Szeptemberben kiadta a Franchise kislemezt Young Thuggal és M.I.A.-vel. Ezzel a dallal Scott az első előadó lett, akinek három dala is a. Billboard Hot 100 élén debütált egy éven belül. Az Utopia 2023. július 28-án jelent meg.

## Művészete
Scott elmondta, hogy nagyban befolyásolta stílusát Kid Cudi, Bon Iver, M.I.A., Kanye West, Toro y Moi, Tame Impala, T.I., és Thom Yorke. A Spin magazin, a 2013-as Owl Pharaoh mixtape-jét Kid Cudi Man on the Moon II: The Legend of Mr. Ragerjéhez hasonlította.
Scott sok hangkorrekciót használ, például Auto-Tune-t. A rapper tervez készíteni egy musicalt, nagy rajongója a broadwayi színjátszásnak.

## Magánélete
Scott 2017-ben kezdett kapcsolatba Kylie Jennerrel. Két gyermekük van: Stormi (2018. február 1. –) és Aire Webster (2022. február 2. –).[forrás?] A pár 2019 szeptemberében szakított. Scott keresztény háztartásban nőtt fel, amely mai napig befolyásolja zenéjét.

## Diszkográfia
Stúdióalbumok
- Rodeo (2015)
- Birds in the Trap Sing McKnight (2016)
- Astroworld (2018)
- Utopia (2023)

Együttműködések
- Huncho Jack, Jack Huncho (Quavoval, Huncho Jack néven) (2017)
- JackBoys (Cactus Jack néven) (2019)
- Még meg nem nevezett The Scotts album (várhatóan 2022)

Mixtape-ek
- Owl Pharaoh (2013)
- Days Before Rodeo (2014)

## Díjak
| Év   | Díjátadó               | Kategória                    | Jelölt/Munka                                                   | For.   |
| ---- | ---------------------- | ---------------------------- | -------------------------------------------------------------- | ------ |
| 2016 | BET Hip Hop Awards     | People's Champ Award         | Antidote                                                       | [ 58 ] |
| 2017 | Teen Choice Awards     | Choice Electronic/Dance Song | Know No Better (Major Lazerrel, Camila Cabelloval és Quavoval) | [ 59 ] |
| 2019 | BET Awards             | Best Collaboration           | Sicko Mode (Drake-kel)                                         | [ 60 ] |
| 2019 | BET Hip Hop Awards     | Album of the Year            | Astroworld                                                     | [ 61 ] |
| 2019 | BET Hip Hop Awards     | Video Director of the Year   | Travis Scott                                                   | [ 61 ] |
| 2019 | Billboard Music Awards | Top Streaming Songs (Audio)  | Sicko Mode (Drake-kel, Swae Leevel és Big Hawkkal)             | [ 62 ] |
| 2020 | Latin Grammy-díj       | Best Short Form Music Video  | TKN (Rosalía, Travis Scott közreműködésével)                   | [ 63 ] |

## Turnék
Headliner
- Rodeo Tour (Young Thuggal és Metro Boominnal) (2015)
- Birds Eye View Tour (Észak-Amerika és Európa) (2017)
- Astroworld: Wish You Were Here Tour (Trippie Reddel, Sheck Wesszel és Gunnával) (2018–2019)
- Fortnite x Cactus Jack presents ASTRONOMICAL (2020)

Vendég
- Never Sober Tour (Juicy J és Project Pat) (2015)
- The Madness Fall Tour (The Weeknd és Banks) (2015)
- Anti World Tour (Rihanna) (2016)
- The Damn. Tour (Kendrick Lamar és DRAM) (2017)